# تی‌پی۶۳
تی‌پی۶۳ با نام کامل پروتئین پی۶۳ تومور (انگلیسی: Tumor protein p63) که با نام پی۶۳ هم شناخته می‌شود، یک پروتئین است که در انسان توسط ژن «TP63» کُدگذاری می‌شود.
پی۶۳ حدود ۲۰ سال پس از کشف پی۵۳ شناسایی شد و در کنار پی۷۳ تشکیل‌دهنده خانوادهٔ ژنی پی۵۳ است. علیرغم اینکه این پروتئین به‌طور قابل توجهی دیرتر از پی۵۳ کشف شد، تجزیه و تحلیل تبارزایی پی۵۳، پی۶۳ و پی۷۳ نشان می‌دهد که پی۶۳ عضو اصلی این خانواده‌ای است و دو پروتئین دیگر یعنی پی۵۳ و پی۷۳ از آن تکامل یافته‌اند.

## اهمیت بالینی
حداقل ۴۲ جهش بیماری‌زا در این ژن کشف شده است. جهش‌های تی‌پی۶۳ زمینه‌ساز چندین سندرم ناهنجاری است که شکاف لب/یا شکاف کام یک ویژگی بارز آنهاست. جهش در ژن تی‌پی۶۳ با سندرم دست‌خرچنگی-دیسپلازی اکتودرمی-شکاف لب و کام، سندرم شکاف دهانی-صورتی ۳، دست‌خرچنگی، سندرم هی-ولس (که در آن نیز شکاف میانی لب وجود دارد)، سندرم ادالت، سندرم اندام پستانی، سندرم راپ-هاجکین و سندرم شکاف دهانی-صورتی ۸ مرتبط است. در واقع لب‌شکری، با یا بدون شکاف کام، ویژگی تشخیصی جهش‌های پی۶۳ است.
بیان بیش از حد این ژن در سلول‌های سرطان مهبل دیده شده است. در ایمونوهیستوشیمی از این پروتئین برای افتراق آدنوکارسینوم پروستات (شایع‌ترین سرطان پروستات) و ضایعات خوش‌خیم پروستات استفاده می‌شود. این نشانگر زیستی همچنین در افتراق کارسینوم بافت پوششی از کارسینوم سلول کوچک و آدنوکارسینوم به‌کار می‌رود.

## برای مطالعهٔ بیشتر
- Little NA, Jochemsen AG (January 2002). "p63". The International Journal of Biochemistry & Cell Biology. 34 (1): 6–9. doi:10.1016/S1357-2725(01)00086-3. PMID 11733180.
- van Bokhoven H, McKeon F (March 2002). "Mutations in the p53 homolog p63: allele-specific developmental syndromes in humans". Trends in Molecular Medicine. 8 (3): 133–9. doi:10.1016/S1471-4914(01)02260-2. PMID 11879774.
- van Bokhoven H, Brunner HG (July 2002). "Splitting p63". American Journal of Human Genetics. 71 (1): 1–13. doi:10.1086/341450. PMC 384966. PMID 12037717.
- Brunner HG, Hamel BC, van Bokhoven H (October 2002). "P63 gene mutations and human developmental syndromes". American Journal of Medical Genetics. 112 (3): 284–90. doi:10.1002/ajmg.10778. PMID 12357472.
- Jacobs WB, Walsh GS, Miller FD (October 2004). "Neuronal survival and p73/p63/p53: a family affair". The Neuroscientist. 10 (5): 443–55. doi:10.1177/1073858404263456. PMID 15359011. S2CID 39702742.
- Zusman I (2005). "The soluble p51 protein in cancer diagnosis, prevention and therapy". In Vivo. 19 (3): 591–8. PMID 15875781.
- Morasso MI, Radoja N (September 2005). "Dlx genes, p63, and ectodermal dysplasias". Birth Defects Research. Part C, Embryo Today. 75 (3): 163–71. doi:10.1002/bdrc.20047. PMC 1317295. PMID 16187309.
- Barbieri CE, Pietenpol JA (April 2006). "p63 and epithelial biology". Experimental Cell Research. 312 (6): 695–706. doi:10.1016/j.yexcr.2005.11.028. PMID 16406339.
- Shalom-Feuerstein R, Lena AM, Zhou H, De La Forest Divonne S, Van Bokhoven H, Candi E,  et al. (May 2011). "ΔNp63 is an ectodermal gatekeeper of epidermal morphogenesis". Cell Death and Differentiation. 18 (5): 887–96. doi:10.1038/cdd.2010.159. PMC 3131930. PMID 21127502.